# Groupement pour l'insertion des handicapés physiques
 (avril 2013).
Si vous disposez d'ouvrages ou d'articles de référence ou si vous connaissez des sites web de qualité traitant du thème abordé ici, merci de compléter l'article en donnant les références utiles à sa vérifiabilité et en les liant à la section « Notes et références ».
Le GIHP national est une association reconnue d'utilité publique française et la tête d'un réseau de douze association affiliées et de l'entreprise de transport adapté Synergihp. Ce réseau milite et agit pour la citoyenneté pleine et entière des personnes en situations de handicap.

## Historique
Des étudiants handicapés originaires de toute la France se rencontrent à Nancy en 1964, dans la seule résidence universitaire accessible à l'époque. Ils refusent de voir leur déficience physique devenir un obstacle à la poursuite de leurs études. 
Créée par Gérard Crombez en 1964, l'association s'est distinguée par la création de services de transports à Paris, Nancy, Bordeaux, Brest, Strasbourg, Montpellier, Lyon, La Réunion, Marseille ou Berck, permettant ainsi aux handicapés physiques de se déplacer à l'université ou à leur travail plus facilement, pour un coût proche de celui des transports en commun.
C'est en 1964, que débute le premier service de transport adapté en France à Nancy, grâce à une camionnette prêtée par le CROUS et conduite par des bénévoles.
À peine 5 ans plus tard, en 1969, le GIHP est reconnu d'utilité publique.
Au début des années 1970, le GIHP, a fondé également des foyers d'hébergement dans les principales villes de France (telles que Montpellier, Amiens ou Nancy) pour faciliter les études des jeunes handicapés physiques à l'université, organisés en associations, telle l'AGI de Nancy/Vandœuvre pouvant accueillir 26 personnes.
En 2000, le GIHP national créera Synergihp, relais économique et professionnel pour relever les nouveaux défis du transport adapté.
Aujourd'hui, les associations du réseau, outre leurs activités de défense des droits des personnes handicapées, développent des services à la personne, des services d'auxiliaire de vie, des unités de logement et services, des services conseil en accessibilité, des foyers d'étudiants, la pair émulation... 
Le conseil d'administration du GIHP national a confié le 29 septembre 2007 la présidence nationale du groupement à Louis Bonet, ami de Gérard Crombez, avocat à Nancy, et membre de l'association depuis les années 1970.
Depuis septembre 2020, le conseil national du GIHP national est présidé par Alain Ribager.

## Action
Le réseau GIHP :

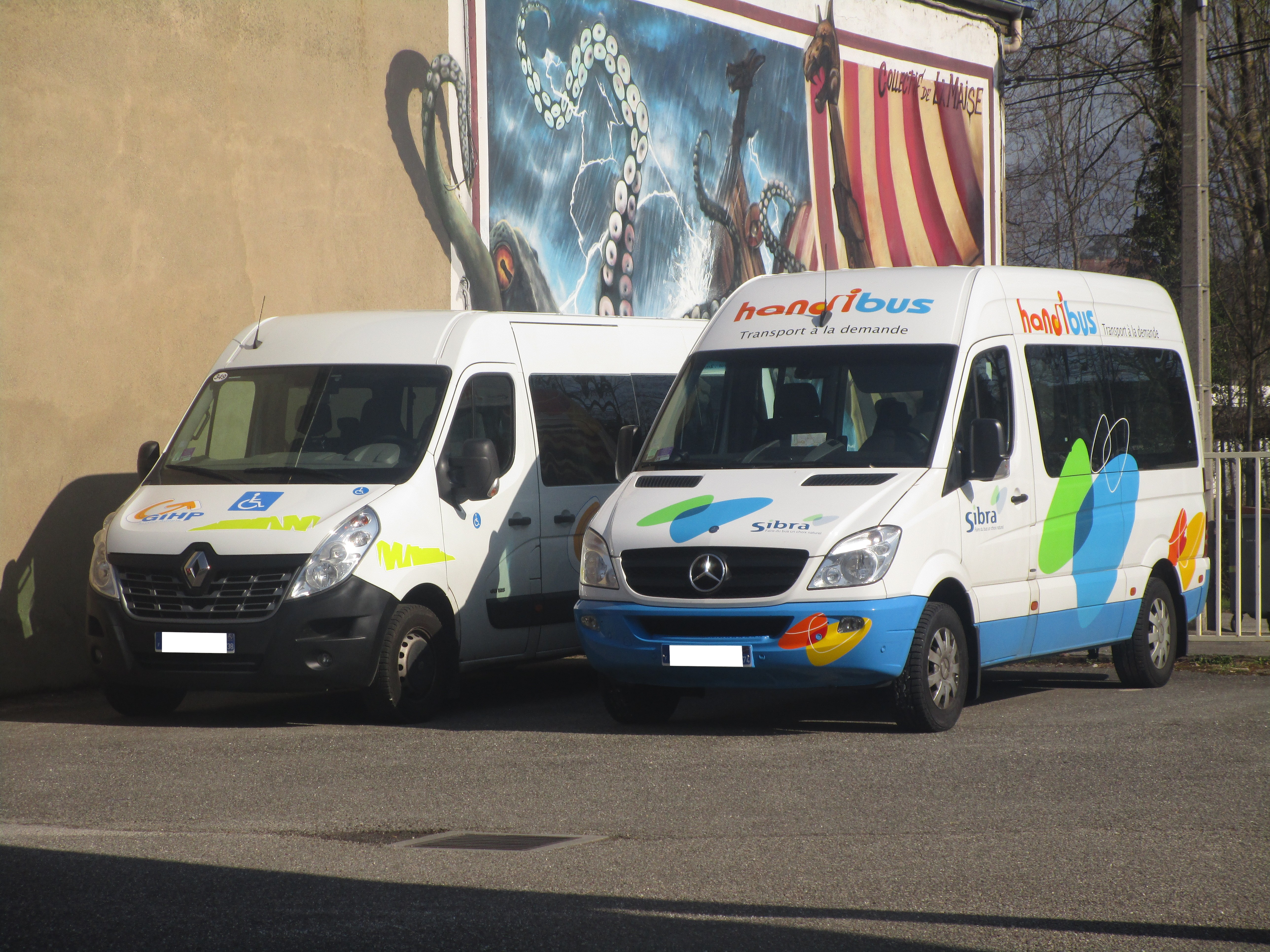
Un véhicule aux couleurs du GIHP (à gauche) à Cognin en 3 2017.

- représente plus de 4 000 adhérents,
- est instigateur et gestionnaire en France, avec Synergihp, de nombreux services de transport adapté,
- œuvre pour une meilleure accessibilité de la ville (voirie, établissements recevant du public, logement),
- insiste sur le rôle majeur de l'intégration scolaire et universitaire,
- propose des services de soutien à domicile, d'auxiliaires de vie, d'accompagnement dans les déplacements,
- recherche des solutions novatrices aux défis lancés par le handicap,
- incite chaque personne handicapée à se prendre en charge et à choisir son mode de vie dans la société,
- représente les personnes handicapées auprès des pouvoirs publics, tant sur le plan national, régional, que local.

## Biographie de Gérard Crombez
Né le 26 mars 1941, à Tulle, titulaire d'un CES de mathématiques générales et de physique, et d'un CEA de mathématiques appliquées, il fonde le groupement à Nancy, en 1964.
Son idée vient de l'inexistence, au milieu des années 1960, de structures appropriées aux handicapés pour faciliter leurs déplacements, leur mobilité, leur autonomie tant aux travers de leurs études que de leur vie quotidienne.
Il rencontre successivement Jean-Jacques Servan-Schreiber, Simone Veil, Alice Saunier-Seité, Pierre Bérégovoy, qui, dans le cadre de leurs mandats respectifs, lui apportent leurs soutiens.
Il sensibilise l'opinion et les hommes d'État en s'écriant le 27 mars 1971 :
« Des partis politiques défendent à juste titre les classes défavorisées dont trop peu de représentants accèdent aux amphithéâtre (éducation)s, mais qui, je vous le demande, montera sur les barricades à la place et pour les handicapés physiques ! ».
Il lutte pour obtenir des pouvoirs publics une reconnaissance et rejeter tout ce qui ressemble à de la pitié. 
Il est invité en 1978 par le journal japonais le Asahi Shinbun, un des plus gros quotidiens japonais, à participer à un congrès international sur l'homme et le transport à Tokyo.
Il meurt lors d'un de ses nombreux voyages, à Bali en Indonésie, le 4 septembre 1980, des suites de sa maladie.
Il est chevalier des Palmes académiques, chevalier de l'ordre national du Mérite et titulaire de la médaille d'honneur de la Jeunesse et des Sports.